# Deutsche Fußballnationalmannschaft (U-16-Junioren)
Die deutsche U-16-Fußballnationalmannschaft ist eine Nationalmannschaft des DFB, der nur Spieler des jüngeren Jahrgangs der B-Junioren angehören. 

## Geschichte
Das erste Spiel einer B-1-Junioren-Auswahl (U 16) fand am 30. Juli 1975 statt und wurde in Heinola anlässlich des „Nordland-Turniers“ in Finnland mit 5:1 gegen die Auswahl Norwegens gewonnen.
Die „Premiere-Mannschaft“:
Strozyk – Kruse, Jenal, Wagner, Rösch – Haskamp, Klein, Wacker – Jaskowiak (Remark), Grillemeier (Ternovec), Grünewald (Willkomm)
Die Tore erzielten Klein (3), Wacker (1) und Jaskowiak (1).
2001 wurde die Bezeichnung in B-2-Junioren (vormals U 15) umbenannt und die B-1-Junioren bestreiten seitdem U-17-Länderspiele.
Seit Juli 2017 wechselt der Cheftrainer jährlich zum 1. Juli auf die Trainerposition der U-17-Junioren und der vorherige Cheftrainer der U-15-Junioren wird zum neuen Cheftrainer der U-16-Fußballnationalmannschaft. Hierdurch wird erreicht, dass die Spieler eines Jahrgangs von der U-15-Altersklasse bis zur U-17-Altersklasse durchgängig vom selben Cheftrainer betreut werden. Seit Einführung dieser Trainer-Rotation waren folgende Cheftrainer für die U-16-Junioren tätig: Michael Feichtenbeiner (2017/18), Christian Wück (2018/19, 2021/22), Michael Prus (2019/20, 2022/23), Marc-Patrick Meister (2020/21, 2023/24).

## Spielbetrieb
Da für diese Altersklasse seitdem keine Wettbewerbe der UEFA und FIFA veranstaltet werden, bestreitet die Auswahlmannschaft nur Freundschaftsspiele – auch im Rahmen internationaler Turniere. Mit Stand 4. Juni 2014 wurden bislang 430 Spiele ausgetragen.

## Erfolge
- Europameister (2): 1984 in Deutschland, 1992 auf Zypern
- Vize-Europameister (2): 1982 in Italien, 1991 in der Schweiz
- Dritter bei der Europameisterschaft (3): 1995 in Belgien, 1997 in Deutschland, 1999 in Tschechien
- Vize-Weltmeister (1): 1985
- 1. Platz beim Internationalen Turnier in Montaigu: 1981 (als West-Deutschland), 2007
- 2. Platz beim Internationalen Turnier in Montaigu: 1979, 1990 (als West-Deutschland), 2009
- 3. Platz beim Internationalen Turnier in Montaigu: 1977, 1978, 2005, 2008
- Sieger Nordland-Turnier (3): 1977 in Norwegen, 1978 in Dänemark, 1979 in Schweden
- Zweiter Nordland-Turnier (1): 1980 in West-Deutschland
- Dritter Nordland-Turnier (1): 1975 in Finnland